# Kevin W. Sharer
Kevin W. Sharer é um Presidente e chefe executivo da empresa americana Amgen.